# Dietrich Anselmo Wieth-Knudsen
Dietrich Anselmo Wieth-Knudsen (1. februar 1908 i Herlev – 12. august 1990) var en dansk officer.

## Karriere
Han var søn af professor K.A. Wieth-Knudsen og Selma Wilhelmine Dietrich, blev student fra Metropolitanskolen 1926 og tog filosofikum 1927. Han blev premierløjtnant i Ingeniørkorpset 1930, gennemgik ingeniørkursus på Hærens Officersskole 1932-36, blev kaptajnløjtnant 1937, adjudant hos generalinspektøren for Ingeniørtropperne 1937-40 og blev kaptajn 1940.
Han var under Besættelsen projekterende ingeniør og byggeleder ved Den Danske Brigade (Danforce) i Sverige 1943-45 og blev chef for Pionerkommandoet 1944-45. Han var efter krigen leder af landminerydningen i Danmark 1945-46, stabschef hos generalinspektøren 1946-51, rådgivende fortifikationsofficer ved Søværnets Bygningsvæsen (Forsvarets Bygningstjeneste), blev oberstløjtnant 1951, var til rådighed for generalinspektøren for ingeniørtropperne 1955-58, blev oberst 1956, til rådighed for Ingeniørskolen 1958 og chef for Ingeniørskolen 1958-59, chef for Sjællandske Ingeniørregiment 1959-61, var generalinspektør for Ingeniørtropperne 1961-67, blev generalmajor 1963, sat til rådighed for hærkommandoen og ingeniørinspektør ved hærinspektoratet 1967-68, chef for region VI og slutteligt kommandant i København fra 1968 til 1973, hvor han fik afsked.
Han skrev lærebøger i krigsbygningskunst.

## Tillidshverv og hæder
Han var desuden militær motorsagkyndig fra 1942, lærer ved Hærens Officersskole og Søofficersskolen 1937-54, formand for Forsvarsministeriets udvalg for dækningsmæssig sikring 1956-71, for Forsvarsministeriets sløringsudvalg 1958-59 og 1961-73 og for Forsvarets ABC-udvalg af 1952 1961-71, medlem af Forsvarets eksplosivkommission 1958-59, af NATO's kommission for Military Geographie Documentation 1956-59.
Han var formand for Ingeniørløjtnantselskabet 1960-62, for Officersforeningen i København 1968-73 og medlem af Dansk Ingeniørforening fra 1936. Han var af Kommandør af 1. grad af Dannebrogordenen og bar Frederik IX' Mindemedalje, Hæderstegnet for god tjeneste ved Hæren og en række udenlandske ordener.
Han blev gift 20. april 1933 med Margit Gemzøe, datter af fuldmægtig K.E. Gemzøe og hustru Johanne Henriette født Mohn (død 1952).